# Abénakis (Québec)
Pour les articles homonymes, voir Abénakis (homonymie).
Abénakis est un hameau de la municipalité canadienne de Sainte-Claire faisant partie de la municipalité régionale de comté de Bellechasse en Chaudière-Appalaches au Québec.

## Toponymie
La localité emprunte directement son nom aux Abénaquis, un peuple autochtone qui fréquentait autrefois cet endroit. Le nom a d'abord été attribué à une station du chemin de fer National Transcontinental Railway. Il a d'abord été orthographié sous la forme Abénaquis. D'ailleurs, le bureau de poste ouvert en 1883 portait ce nom jusqu'en 1892 où il adopta l'orthographe actuelle. Il ferma en 1969.

## Géographie
Le hameau d'Abénakis est situé dans la partie sud-est du territoire de la municipalité de Sainte-Claire dans la municipalité régionale de comté de Bellechasse dans la région administrative de la Chaudière-Appalaches dans la province de Québec. Il est situé à la confluence des  rivières Abénaquis et Etchemin.

### Source en ligne
- Commission de toponymie du Québec